# Copadichromis nkatae
Copadichromis nkatae är en fiskart som först beskrevs av Iles, 1960.  Copadichromis nkatae ingår i släktet Copadichromis och familjen Cichlidae. IUCN kategoriserar arten globalt som sårbar. Inga underarter finns listade i Catalogue of Life.